# Meredith Scott Lynn
Meredith Scott Lynn (Brooklyn, 8 de março de 1970) é uma atriz estadunidense.

## Filmografia

### Televisão
- 2007 How I Met Your Mother como Phyllis
- 2006 Pepper Dennis como Warden
- 2006 Girlfriends como Doreen Reznik
- 2006 CSI: Crime Scene Investigation como Carol Allred
- 2005 Monk como Angela Dirks
- 2003 The Lyon's Den como Anna Devane
- 2002 Roswell como Dominique Lazar
- 2002 Family Guy como Brenda
- 2001 Touched by an Angel como Rachel Silverstein
- 2001 Kristin como Andrea
- 2001 The Huntress como Judith Logan
- 2000 Providence como Debbie
- 1999 Judging Amy como Hilary Baker
- 1999 Pepper Ann como Poison
- 1997 The Practice como Myra Glenn
- 1996 Life with Roger como Myra
- 1995 The Pursuit of Happiness como Jean
- 1995 Lois & Clark como Sarah Goodwin
- 1994 Daddy's Girls como Samantha Walker
- 1993 Law & Order como Corrine Sussman
- 1992 Flying Blind como Leslie Barash
- 1992 Herman's Head como Helene
- 1990 The Wonder Years como Angela
- 1990 The Marshall Chronicles como Leslie Barash
- 1988 The Facts of Life como Ashley Payne

### Cinema
- 2007 The Neighbor como Mindy
- 2007 Finishing the Game como Eloise Gazdag
- 2006 How to Go Out on a Date in Queens como Elizabeth
- 2005 When Do We Eat? como Jennifer
- 2001 Legally Blonde como Enid Wexler
- 1999 Standing on Fishes como Erika
- 1999 Forces of Nature como Debbie
- 1998 Billy's Hollywood Screen Kiss como Georgiana
- 1997 I Love You, Don't Touch Me! como Janet
- 1997 Take a Number como Megan
- 1994 Bleeding Hearts como Ruthie
- 1994 The Girl in the Watermelon como Samantha Mayerofsky